# Telaranea blepharostoma
Telaranea blepharostoma là một loài rêu tản trong họ Lepidoziaceae. Loài này được (Stephani) Fulford miêu tả khoa học lần đầu tiên năm 1963.